# Mikio Naruse
Mikio Naruse (成瀬 巳喜男, Naruse Mikio), né le 20 août 1905 à Tokyo et mort le 2 juillet 1969 dans la même ville est un réalisateur, écrivain et producteur japonais. Il est l'auteur de 89 films datant de la fin du cinéma muet jusqu'aux années 1960. Naruse s'est spécialisé dans le genre shomingeki (tragi-comédie sur les classes salariées) comme Yasujirō Ozu.

## Biographie
Mikio Naruse est le dernier enfant d'une famille modeste. Son père, artisan brodeur, meurt en 1920. Il découvre dès son plus jeune âge la littérature japonaise. Il entre dans les studios de la Shōchiku à 15 ans comme accessoiriste, et y est six ans plus tard assistant réalisateur, notamment pour Yoshinobu Ikeda et Heinosuke Gosho.

À partir de 1930, il devient réalisateur en tournant Un couple de Chanbara (Chanbara fūfu, 1930), une comédie burlesque aujourd'hui perdue. Même si les années suivantes, il mélange le rire et les larmes dans Bon courage, larbin ! (Koshiben ganbare, 1931), Après notre séparation (Kimi to wakarete, 1933), Rêves de chaque nuit (Yogoto no yume, 1933), le meilleur film de cette période, ou Toute la famille travaille (Hataraku ikka, 1939), son travail reste peu valorisé au sein de la Shōchiku, compagnie dirigée, à ce moment-là, par Shirō Kido. Celui-ci défend une vision du cinéma qu'il décrit ainsi : 

« Il existe deux façons de voir l'humanité […] avec joie ou avec tristesse. Cette dernière n'est pas recommandée : nous, à la Shochiku, préférons considérer l'existence d'une manière chaleureuse et optimiste. […] Notre ligne est que le fondement des films doit être le salut. »

Une telle optique se situe aux antipodes du cinéma de Naruse, et Shirō Kido ne cache pas son antipathie à l'égard des films du réalisateur. Remarquant des affinités entre Yasujirō Ozu et Naruse, il dira plus tard : « La Shochiku n'avait pas besoin de deux Ozu. »

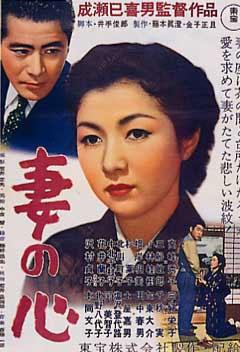
Affiche japonaise du film Le Cœur d'une épouse avec Hideko Takamine.

En 1934, Naruse quitte donc la Shōchiku pour les studios de la P.C.L. (Photo Chemical Laboratories, en français Laboratoire photochimique de Tokyo) qui deviendront la Tōhō en 1937. Il y sera plus à son aise, et dira plus tard : 

« À la Shōchiku, on m'autorisait à mettre en scène ; chez P.C.L., on me demandait de mettre en scène. Une différence significative. »

Son succès commercial et critique culmine, d'ailleurs, dans son premier grand film Ma femme, sois comme une rose (Tsuma yo bara no yo ni, 1935), qui gagne le prix Kinema Junpō et est le premier film japonais parlant à être distribué aux États-Unis. C'est à cette époque qu'il épouse l'actrice Sachiko Chiba, avec laquelle il tourne régulièrement. Ils divorcent trois ans après leur union.
Après la guerre, il décrit avec un certain pessimisme des histoires de familles déchirées, comme dans La Mère (Okaasan, 1952), L'Éclair (Inazuma, 1954) ou dans son chef-d'œuvre Nuages flottants (Ukigumo, 1955). Passionné de littérature, il adapte à l'écran de grandes œuvres littéraires de Yasunari Kawabata avec La Danseuse (Maihime, 1951) et Le Grondement de la montagne (Yama no oto, 1954), mais surtout de Fumiko Hayashi dont il adapte six œuvres, notamment le roman Le Repas (Meshi, 1951) et son autobiographie Chronique de mon vagabondage (Hōrōki, 1962).
Dans ses mélodrames d'après-guerre transparaît sa compassion pour ses héroïnes (souvent jouées par son actrice fétiche Hideko Takamine ou par Setsuko Hara), face à des hommes pleutres (incarnés par Ken Uehara ou Masayuki Mori).
Dans les années 1960, son thème de prédilection reste le portrait de femmes, comme dans l'un de ses chefs-d'œuvre, Quand une femme monte l'escalier (Onna ga kaidan wo agaru toki, 1960), l'histoire d'une hôtesse de bar, ou dans Nuages épars (Midaregumo, 1967), son dernier film.

## Style
Son cinéma est marqué par une économie d'effet, et néanmoins une grande efficacité dramatique. Donnant peu d'instructions à ses comédiens, faisant très peu de commentaires, laissant tourner la caméra, l'essentiel de son travail se faisait au montage, où, par des inserts ou des coupes, il corrigeait et arrangeait les séquences à sa convenance. Il était capable d'estimer la longueur d'un plan grâce à la longueur de la bobine et créait ainsi le rythme d'une scène.

## Postérité
Longtemps ignoré par la critique occidentale, de larges rétrospectives depuis les années 1980 (notamment aux festivals de Locarno, Hong-Kong et San Sebastian) ont permis de redécouvrir son œuvre, et il est finalement reconnu comme l'un des plus grands réalisateurs japonais du « second âge d'or » du cinéma japonais dans les années 1950, aux côtés de Kurosawa, Ozu, Mizoguchi et Kinoshita.
Il est également une référence majeure pour des réalisateurs tels que Hou Hsiao-hsien.

## Filmographie

### Années 1930
- 1930 : Un couple de Chanbara (チャンバラ夫婦, Chanbara fūfu?)
- 1930 : Un pur amour (純情, Junjō?)
- 1930 : Une époque difficile (不景気時代, Fukeiki jidai?)
- 1930 : La Force de l'amour (愛は力だ, Ai wa chikara da?)

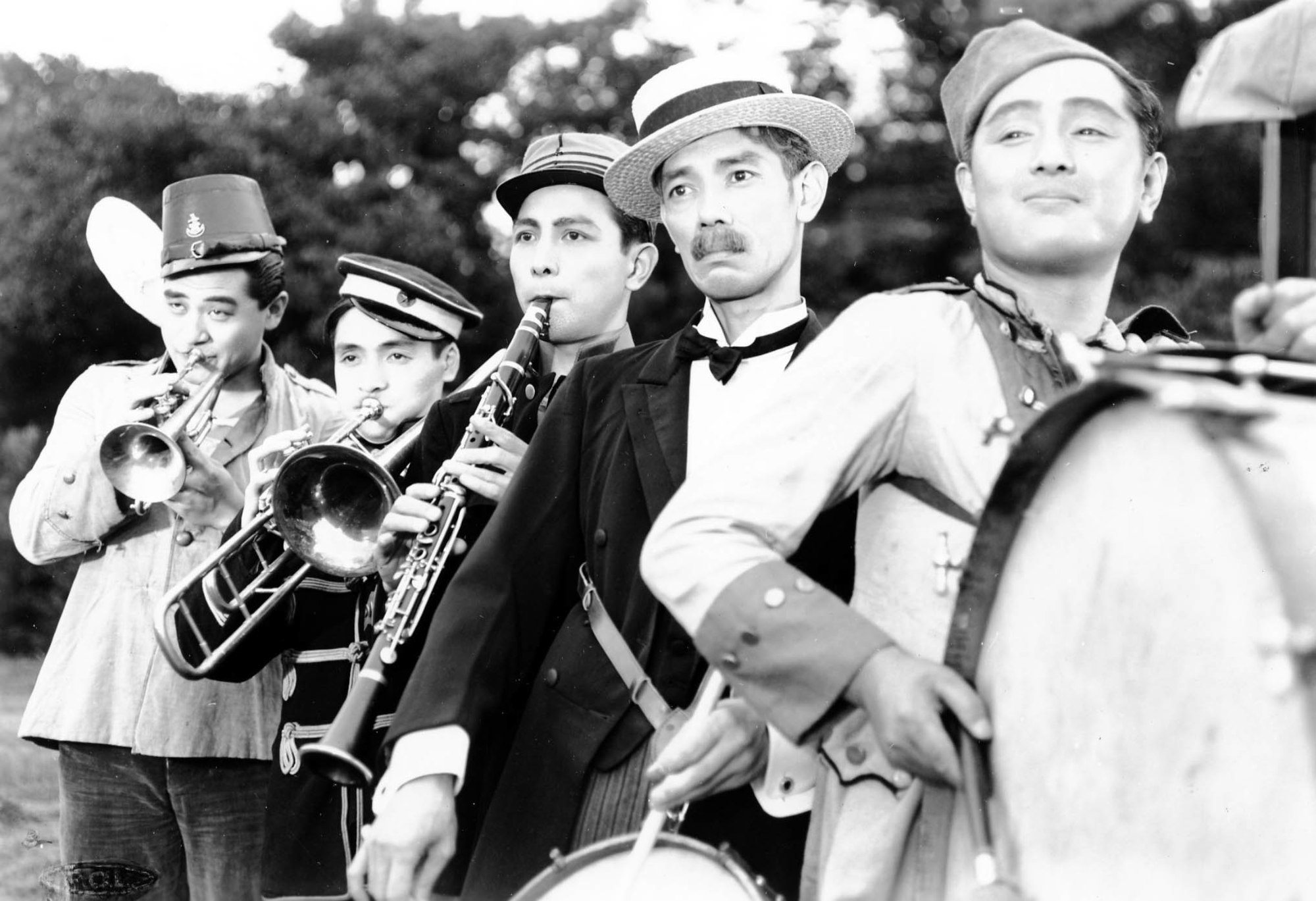
Cinq types au cirque (1935).

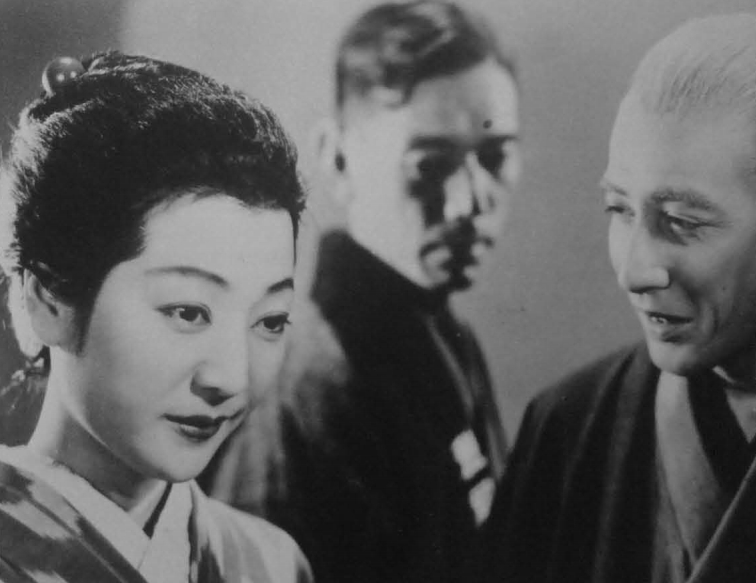
Sachiko Chiba, Kō Mihashi et Yō Shiomi dans La Fille dont on parle (1935).

- 1930 : Chronique des jeunes mariés sans vergogne (押切新婚記, Oshikiri shinkonki?)
- 1931 : Ne sois pas si excité ! (ねえ興奮しちゃいやよ, Nē kōfun shitara iya yo?)
- 1931 : Les Cris du second étage (二階の悲鳴, Nikai no himei?)
- 1931 : Bon courage, larbin ! (腰弁頑張れ, Koshiben ganbare?)
- 1931 : Un caprice saute dans le train (浮気は汽車に乗って, Uwaki wa kisha ni notte?)
- 1931 : La Force d'une moustache (髭の力, Hige no chikara?)
- 1931 : Sous le toit des voisins (隣の屋根の下, Tonari no yane no shita?)
- 1932 : Mesdames, prenez garde à vos manches ! (女は袂を御用心, Onna wa tomoto o goyōjin?)
- 1932 : Pleurs sous l'azur (青空に泣く, Aozora ni naku?)
- 1932 : Sois un grand homme ! (偉くなれ, Eraku nare?)
- 1932 : Un printemps mité (蝕める春, Mushibameru haru?)
- 1932 : La Fille aux chocolats (チョコレートガール, Chokorēto gāru?)
- 1932 : Sans liens de parenté (生さぬ仲, Nasaku naka?)
- 1932 : Kashi no aru Tōkyō fukei (菓子のある東京風景?)
- 1933 : Après notre séparation (君と別れて, Kimi to wakarete?)
- 1933 : Rêves de chaque nuit (夜ごとの夢, Yogoto no yume?)
- 1933 : Mon épouse coiffée (僕の丸髷, Boku no marumage?)
- 1933 : Deux prunelles (双眸, Sōbō?)
- 1933 : Bonne année (謹賀新年, Kinga shinnen?)
- 1934 : La Rue sans fin (限りなき舗道, Kagiri naki hodō?)
- 1935 : Trois sœurs au cœur pur (乙女ごころ三人姉妹, Otome-gokoro sannin shimai?)
- 1935 : L'Actrice et le poète (女優と詩人, Joyū to shijin?)
- 1935 : Ma femme, sois comme une rose (妻よ薔薇のやうに, Tsuma yo bara no yōni?)
- 1935 : Cinq types au cirque (サーカス五人組, Sākasu gonin-gumi?)
- 1935 : La Fille dont on parle (噂の娘, Uwasa no musume?)
- 1936 : Tochuken Kumoemon (桃中軒雲右衛門, Tōchūken Kumoemon?)
- 1936 : Le Chemin parcouru ensemble (君と行く路, Kimi to yuku michi?)
- 1936 : Une avenue au matin (朝の並木路, Ashita no namikimichi?)
- 1937 : Les Larmes d'une femme (女人哀愁, Nyonin aishū?)
- 1937 : Avalanche (雪崩, Nadare?)
- 1937 : Les Vicissitudes de la vie I (禍福 前篇, Kafuku zenpen?)
- 1937 : Les Vicissitudes de la vie II (禍福 後篇, Kafuku kōhen?)
- 1938 : Tsuruhachi et Tsurujiro (鶴八鶴次郎, Tsuruhachi Tsurujirō?)
- 1939 : Toute la famille travaille (はたらく一家, Hataraku ikka?)
- 1939 : Le Cœur sincère (まごころ, Magokoro?)

### Années 1940
- 1940 : Acteurs ambulants (旅役者, Tabi yakusha?)
- 1941 : Un visage inoubliable (なつかしの顔, Natsukashi no kao?)
- 1941 : La Lune de Shanghai (上海の月, Shanhai no tsuki?)
- 1941 : Hideko, receveuse d'autobus (秀子の車掌さん, Hideko no shashō-san?)
- 1942 : Ma mère ne mourra jamais (母は死なず, Haha wa shinazu?)

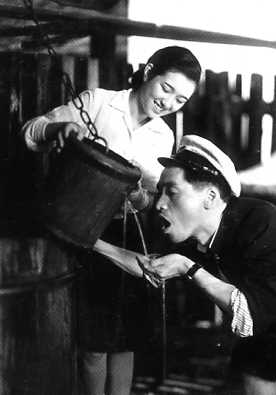
Hideko Takamine et Kamatari Fujiwara dans Hideko, receveuse d'autobus (1941).

- 1943 : La Chanson de la lanterne (歌行燈, Uta andon?)
- 1944 : Cette belle vie ou Quelle vie agréable ! (楽しき哉人生, Tanoshiki kana jinsei?)
- 1944 : Le Chemin du drame (芝居道, Shibaidō?)
- 1945 : Jusqu'au jour de la victoire (勝利の日まで, Shōri no hi made?)
- 1945 : Histoire de l'arc au temple de Sanjusangendo (三十三間堂通し矢物語, Sanjūsangendō tōshiya monogatari?)
- 1946 : Les Descendants de Taro Urashima (浦島太郎の後裔, Urashima Tarō no kōei?)
- 1946 : Et toi et moi (俺もお前も, Ore mo omae mo?)
- 1947 : Quatre histoires d'amour (四つの恋の物語, Yottsu no koi no monogatari?) - 2e partie : Même se quitter est un plaisir (別れも愉し, Wakare mo tanoshi?)[6]
- 1947 : L'Éveil du printemps (春のめざめ, Haru no mezame?)
- 1949 : La Mauvaise Fille (不良少女, Furyō shōjo?)

### Années 1950

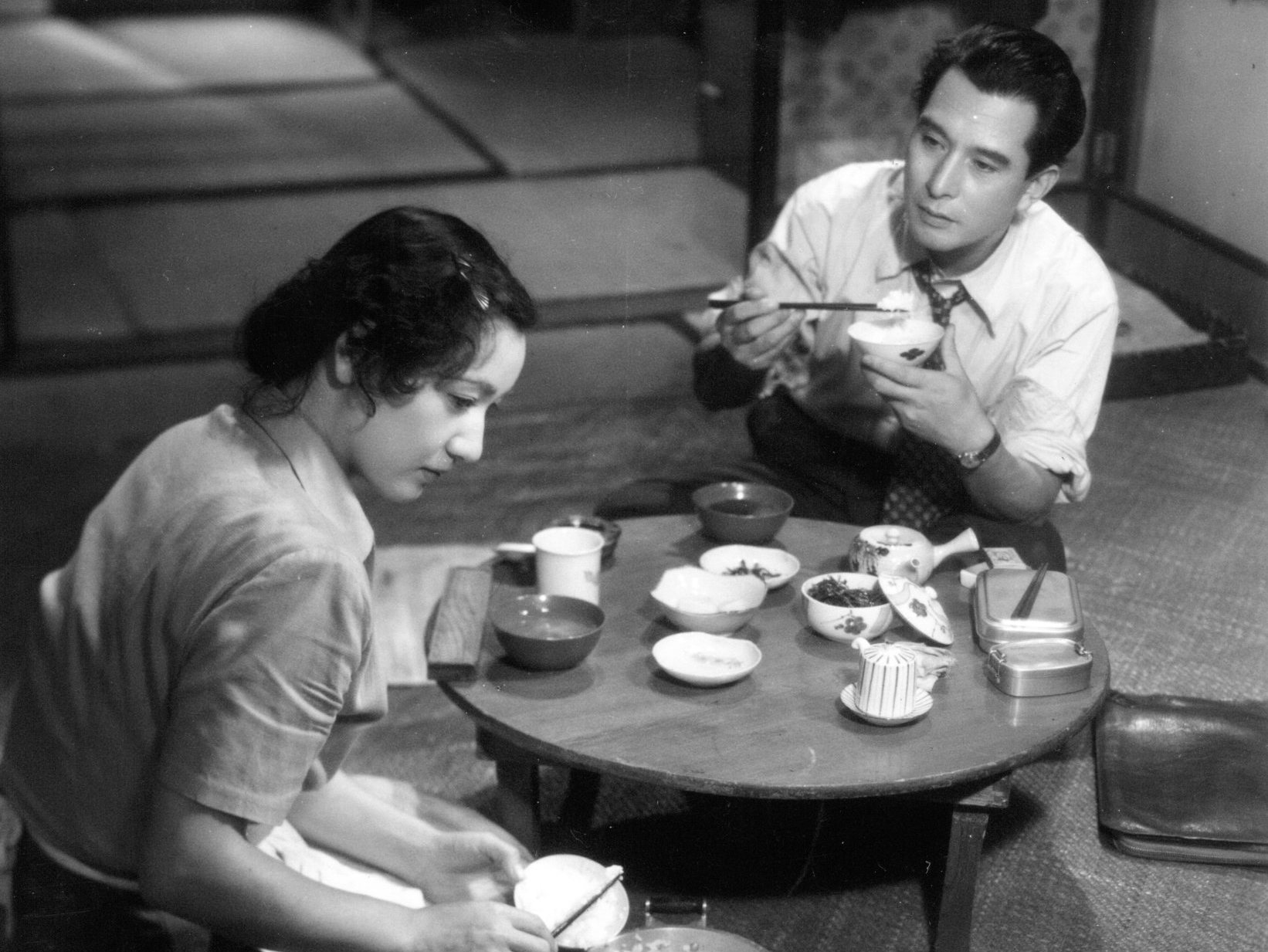
Setsuko Hara et Ken Uehara dans Le Repas (1951).

- 1950 : Rapport sur la conduite du professeur Ishinaka (石中先生行状記, Ishinaka sensei gyōjoki?)
- 1950 : La Rue en colère (怒りの街, Ikari no machi?)
- 1950 : La Bête blanche (白い野獣, Shiroi yajū?)
- 1950 : La Bataille de roses (薔薇合戦, Bara gassen?)
- 1951 : Le Fard de Ginza (銀座化粧, Ginza keshō?)
- 1951 : La Danseuse (舞姫, Maihime?)
- 1951 : Le Repas (めし, Meshi?)
- 1952 : Okuni et Gohei (お国と五平, Okuni to Gohei?)
- 1952 : La Mère (おかあさん, Okaasan?)
- 1952 : L'Éclair (稲妻, Inazuma?)
- 1953 : Un couple (夫婦, Fūfu?)
- 1953 : Épouse (妻, Tsuma?)
- 1953 : Frère aîné, sœur cadette (あにいもうと, Ani imōto?)
- 1954 : Le Grondement de la montagne (山の音, Yama no oto?)
- 1954 : Derniers Chrysanthèmes (晩菊, Bangiku?)
- 1955 : Nuages flottants (浮雲, Ukigumo?)
- 1955 : Les Baisers, épisode 3 : Chez les femmes (くちづけ, Kuchizuke, 3 : Onna doshi?)
- 1956 : Pluie soudaine (驟雨, Shūu?)
- 1956 : Le Cœur d'une épouse (妻の心, Tsuma no kokoro?)
- 1956 : Au gré du courant (流れる, Nagareru?)
- 1957 : Une femme indomptable (あらくれ, Arakure?)
- 1958 : Anzukko (杏っ子, Anzukko?)
- 1958 : Nuages d'été (鰯雲, Iwashigumo?)
- 1959 : Le Sifflement de Kotan (コタンの口笛, Kotan no kuchibue?)

### Années 1960
- 1960 : Quand une femme monte l'escalier (女が階段を上る時, Onna ga kaidan o agaru toki?)
- 1960 : Filles, épouses et une mère (娘・妻・母, Musume tsuma haha?)
- 1960 : Courant du soir (夜の流れ, Yoru no nagare?)
- 1960 : À l'approche de l'automne (秋立ちぬ, Aki tachinu?)
- 1961 : Comme épouse et comme femme (妻として女として, Tsuma to shite onna to shite?)
- 1962 : La Place de la femme (女の座, Onna no za?)
- 1962 : Chronique de mon vagabondage (放浪記, Hōrōki?)
- 1963 : L'Histoire de la femme (女の歴史, Onna no rekishi?)
- 1964 : Une femme dans la tourmente (乱れる, Midareru?)
- 1966 : L'Étranger à l'intérieur d'une femme (女の中にいる他人, Onna no naka ni iru tanin?)
- 1966 : Délit de fuite (ひき逃げ, Hikinige?)
- 1967 : Nuages épars (乱れ雲, Midaregumo?)

## Distinctions

### Récompenses
- 1936 : prix Kinema Junpō du meilleur film japonais de l'année 1935 pour Ma femme, sois comme une rose[7],[8]
- 1952 : prix Mainichi du meilleur film et du meilleur réalisateur pour Le Repas[9]
- 1952 : prix Blue Ribbon du meilleur film pour Le Repas[10]
- 1953 : prix Blue Ribbon du meilleur film pour L'Éclair et du meilleur réalisateur pour L'Éclair et La Mère[11]
- 1956 : prix Mainichi du meilleur film et du meilleur réalisateur pour Nuages flottants[12]
- 1956 : prix Kinema Junpō du meilleur film du meilleur film et du meilleur réalisateur pour Nuages flottants[13],[14]

### Sélections
- 1964 : en compétition pour le Globe de cristal du meilleur film avec L'Histoire de la femme au festival international du film de Karlovy Vary
- 1966 : en compétition pour le Globe de cristal du meilleur film avec Délit de fuite au festival international du film de Karlovy Vary